# Franz Hamburger
Franz Hamburger (né le 14 août 1874 à Pitten et mort le 29 août 1954 à Vöcklabruck) est un médecin et professeur d'université autrichien, membre du parti nazi, professeur d'Hans Asperger et qui collaboreront plus tard ensemble.

## Biographie
Hamburger a suivi ses études secondaires à Wiener Neustadt et a étudié la médecine à l'université Ruprecht-Karl de Heidelberg, à Munich et Graz. À Heidelberg en 1892, il est membre du Corps Rhenania. En 1898, il réussit l'examen médical d'État pour obtenir le diplôme de médecin. Après avoir obtenu son doctorat en médecine, il devient médecin de bord, puis travaille comme médecin à Heidelberg, Vienne et Graz. Après une formation spécialisée de pédiatre, il obtient son diplôme en 1900 avec Theodor Escherich. En 1906, il termine sa thèse d'habilitation et travaille comme conférencier. De 1914 à 1917, il combat en Serbie et en Italie pendant la Première Guerre mondiale. En 1916, il devient professeur titulaire de pédiatrie à l'université de Graz. Après la mort de Clemens von Pirquet en 1930, il est invité à l'université de Vienne, où il devient directeur de la clinique pédiatrique. L'un de ses collaborateurs est Hans Asperger, pédiatre autrichien et pionnier dans l'étude de l'autisme. Des années plus tard (en 1974 notamment), Asperger décrit Hamburger avec une grande admiration et exprime de la gratitude envers ce dernier pour l'avoir protégé de la Gestapo, en le dépeignant comme un homme d'une habileté impressionnante, déclarant aussi que son enseignement a eu une immense influence sur sa carrière,.
Hamburger rejoint le parti nazi en 1934, à une époque où celui-ci était encore interdit par la dictature austrofasciste d'Engelbert Dollfuss. En 1941, il fonde la Société de pédagogie curative de Vienne ( avec Erwin Jekelius et Max Grundel), il est un acteur majeur du programme de l’euthanasie d’enfants dits « anormaux ». Hans Asperger collabora avec ces trois personnes notamment .
En 1944, il prend sa retraite, mais reste directeur du service des enfants de l'hôpital de Vöcklabruck.

## Travaux
(de) Franz Hamburger et Richard Priesel, Kinderheilkunde: Lehrbuch für Ärzte und Studenten, Deuticke, 1940 (lire en ligne).